# Canton de Riaillé
Le canton de Riaillé est une ancienne circonscription électorale française, située dans le département de la Loire-Atlantique (région Pays de la Loire).

## Géographie
L'altitude minimale du canton était de 7 mètres à Joué-sur-Erdre et l'altitude maximale se trouvait à Riaillé avec 88 mètres.

## Composition
Les données présentées sont issues des études de l'Insee.
| Nom                 | Code Insee | Intercommunalité     | Superficie (km2) | Population (dernière pop. légale) | Densité (hab./km2) |
| ------------------- | ---------- | -------------------- | ---------------- | --------------------------------- | ------------------ |
| Riaillé (chef-lieu) | 44144      | CC du Pays d'Ancenis | 50,02            | 2 257 (2014)                      | 45                 |
| Joué-sur-Erdre      | 44077      | CC du Pays d'Ancenis | 54,53            | 2 365 (2014)                      | 43                 |
| Pannecé             | 44118      | CC du Pays d'Ancenis | 30,59            | 1 336 (2014)                      | 44                 |
| Teillé              | 44202      | CC du Pays d'Ancenis | 28,55            | 1 786 (2014)                      | 63                 |
| Trans-sur-Erdre     | 44207      | CC du Pays d'Ancenis | 22,56            | 1 031 (2014)                      | 46                 |

## Représentation

### Conseillers généraux de 1833 à 2015
De 1833 à 1848, les cantons de Ligné et de Riaillé avaient le même conseiller général. Le nombre de conseillers généraux était limité à 30 par département.
| Période | Période          | Identité                                                            | Étiquette          | Qualité                                                                                           |
| ------- | ---------------- | ------------------------------------------------------------------- | ------------------ | ------------------------------------------------------------------------------------------------- |
| 1833    | 1845 (démission) | Louis Corroyer (1795-1849)                                          |                    | Ancien marchand épicier à Saint-Quentin Directeur des mines et des fours à chaux Maire de Mouzeil |
| 1845    | 1852             | Alexandre Prosper Camus de Pontcarré de la Guibourgère              | Droite Légitimiste | Propriétaire du château de la Guibourgère à Teillé Représentant du peuple (1848-1851)             |
| 1852    | 1858             | M. Potier                                                           |                    | Médecin, conseiller d'arrondissement                                                              |
| 1858    | 1884 (décès)     | Émile-François Gaudin                                               | Bonapartiste       | Membre du Conseil d'État Député (1869-1870, 1876-1884) Propriétaire à La Haie-Fouassière          |
| 1884    | 1892             | Marie Louis Augustin de Durfort-Civrac, vicomte de Durfort de Lorge | Droite             | Ancien militaire                                                                                  |
| 1892    | 1904             | François Gaillard                                                   | Républicain        | Ancien banquier, Joué-sur-Erdre                                                                   |
| 1904    | 1921 (décès)     | Comte Adolphe Le Gualès de Mézaubran (1858-1921)                    | Conservateur       | Propriétaire du château de Lucinière, maire de Joué-sur-Erdre, conseiller d'arrondissement        |
| 1921    | 1940             | Comte Adolphe Le Gualès de Mézaubran (fils du précédent)            | Conservateur       | Propriétaire du château de Lucinière Maire de Joué-sur-Erdre (1921-1929 et 1934-1944)             |
|         |                  |                                                                     |                    |                                                                                                   |
| 1945    | 1949 (décès)     | Francis Vannier                                                     | MRP                | Notaire, maire de Riaillé (1945-1949)                                                             |
| 1951    | 1975 (décès)     | Comte Yves Le Gualès de Mézaubran                                   | RPF puis RI        | Propriétaire du château de Lucinière Maire de Joué-sur-Erdre (1953-1975)                          |
| 1975    | 1992             | Comtesse Isabelle Le Gualès de Mézaubran (épouse du précédent)      | DVD                | Propriétaire du château de Lucinière Maire de Joué-sur-Erdre (1975-2001)                          |
| 1992    | 2004             | Philip Squélard                                                     | DVD                | Agent d'assurances Maire de Trans-sur-Erdre depuis 1989                                           |
| 2004    | 2015             | Patrice Chevalier                                                   | SE                 | Maire de Riaillé (2001-2020)                                                                      |

### Conseillers d'arrondissement (de 1833 à 1940)
Le canton de Riaillé avait deux conseillers d'arrondissement.
Il appartenait à l'arrondissement d'Ancenis jusqu'à sa disparition en 1926, puis à l'arrondissement de Nantes.
| Période                                  | Période               | Identité                                              | Étiquette    | Qualité |
| ---------------------------------------- | --------------------- | ----------------------------------------------------- | ------------ | --- |
| 1833                                     | 1833 (annulation)     | François-Xavier Demangeat (1797-1868)                 |              | Directeur des forges de Riaillé                                                                             |
| 1833                                     | 1845                  | François Xavier Demangeat                             |              | Directeur des forges de Riaillé                                                                             |
| 1833                                     | 1836                  | M. Richard                                            |              | Juge de paix, propriétaire à Oudon                                                                          |
|                                          |                       |                                                       |              | |
| 1845                                     | 1848                  | M. Gaignard                                           |              | Propriétaire à Pannecé                                                                                      |
|                                          |                       |                                                       |              | |
|                                          | 1882 (décès)          | Jacques Eugène Guérin (1818-1882)                     |              | Propriétaire à Riaillé                                                                                      |
|                                          |                       |                                                       |              | |
|                                          | 1895                  | Marquis Amaury de Goyon Matignon de Marcé (1837-1919) | Droite       | Maire de Joué-sur-Erdre                                                                                     |
|                                          | 1895                  | M. de La Jartre                                       | Droite       | |
| 1895                                     | 1901                  | M. Rousseau                                           | Républicain  | |
| 1895                                     | 1902 (décès)          | Jean-Pierre Nouais (1827-1902)                        | Républicain  | Propriétaire à Joué-sur-Erdre                                                                               |
| 1901                                     | 1904                  | Comte Adolphe Le Gualès de Mézaubran (1858-1921)      | Conservateur | Propriétaire du château de Lucinière, maire de Joué-sur-Erdre                                               |
| sept.1904                                | Oct.1904 (annulation) | M. Riou                                               | Conservateur | Maire de Trans-sur-Erdre                                                                                    |
|                                          |                       |                                                       |              | |
| 1907                                     |                       | Pierre Derouin                                        |              | Agriculteur à Trans-sur-Erdre                                                                               |
|                                          |                       |                                                       |              | |
| 1913                                     | 1940                  | Gaston Bernard de Lajartre (1877-1957)                | Droite PSF   | Maire de Riaillé                                                                                            |
| 1925                                     | 1940                  | Alexandre Ériau (1879-1964)                           | Droite       | Jardinier, maire de Teillé                                                                                  |
| 1940                                     |                       |                                                       |              | Les conseils d'arrondissement ont été suspendus par la loi du 12 octobre 1940 et n'ont jamais été réactivés |
| Les données manquantes sont à compléter. |                       |                                                       |              | |

## Démographie
| 1962  | 1968  | 1975  | 1982  | 1990  | 1999  | 2006  | 2011  | 2012  |
| ----- | ----- | ----- | ----- | ----- | ----- | ----- | ----- | ----- |
| 6 874 | 6 769 | 6 367 | 6 254 | 6 364 | 6 304 | 7 369 | 8 520 | 8 611 |